# Публічна бібліотека імені Лесі Українки
Публічна бібліотека імені Лесі Українки — центральна публічна бібліотека для дорослих м. Києва, методичний центр столичної мережі публічних бібліотек (10 ЦБС), входить до бібліотечної системи Міністерства культури і туризму України.

## Адреса
04050 м. Київ, вул. Кониського, 83/85
Сайт бібліотеки: lukl.kyiv.ua
Електронний каталог бібліотеки: http://ecatalog.kiev.ua/

## Характеристика
Площа приміщення бібліотеки — 2714 м². Книжковий фонд — близько 270 тис. примірників. Щорічно обслуговує 28,0 тис. користувачів.

## Історія бібліотеки
Започаткували бібліотеку книжки, зібрані в середній школі № 138. По вулиці Артема, 18 в 1944 році створюється державна масова бібліотека імені Лесі Українки. Згодом бібліотека отримала приміщення по вулиці Юрія Коцюбинського, 16 (нині вул. В.Винниченка).
25 лютого 1971 року, в день 100-річчя від дня народження Лесі Українки, бібліотека урочисто відкрилася у приміщенні по вулиці Кониського, 83-85.
З січня 1974 року на її базі вперше в Києві поставлено експеримент із централізації мережі державних масових бібліотек Шевченківського району. Через два роки здійснено централізацію мережі всіх державних масових бібліотек Києва.
З 1980 року бібліотеку реорганізовано в Центральну міську. На її базі здійснюється централізоване комплектування, бібліотечне та електронне опрацювання інформаційних ресурсів 90 публічних бібліотек міста. З 1992 року ведеться єдиний електронний каталог на фонди всіх бібліотек для дорослих. Доступ до нього забезпечено через комп'ютерну мережу Інтернет в цілодобовому режимі.

## Фонди і діяльність

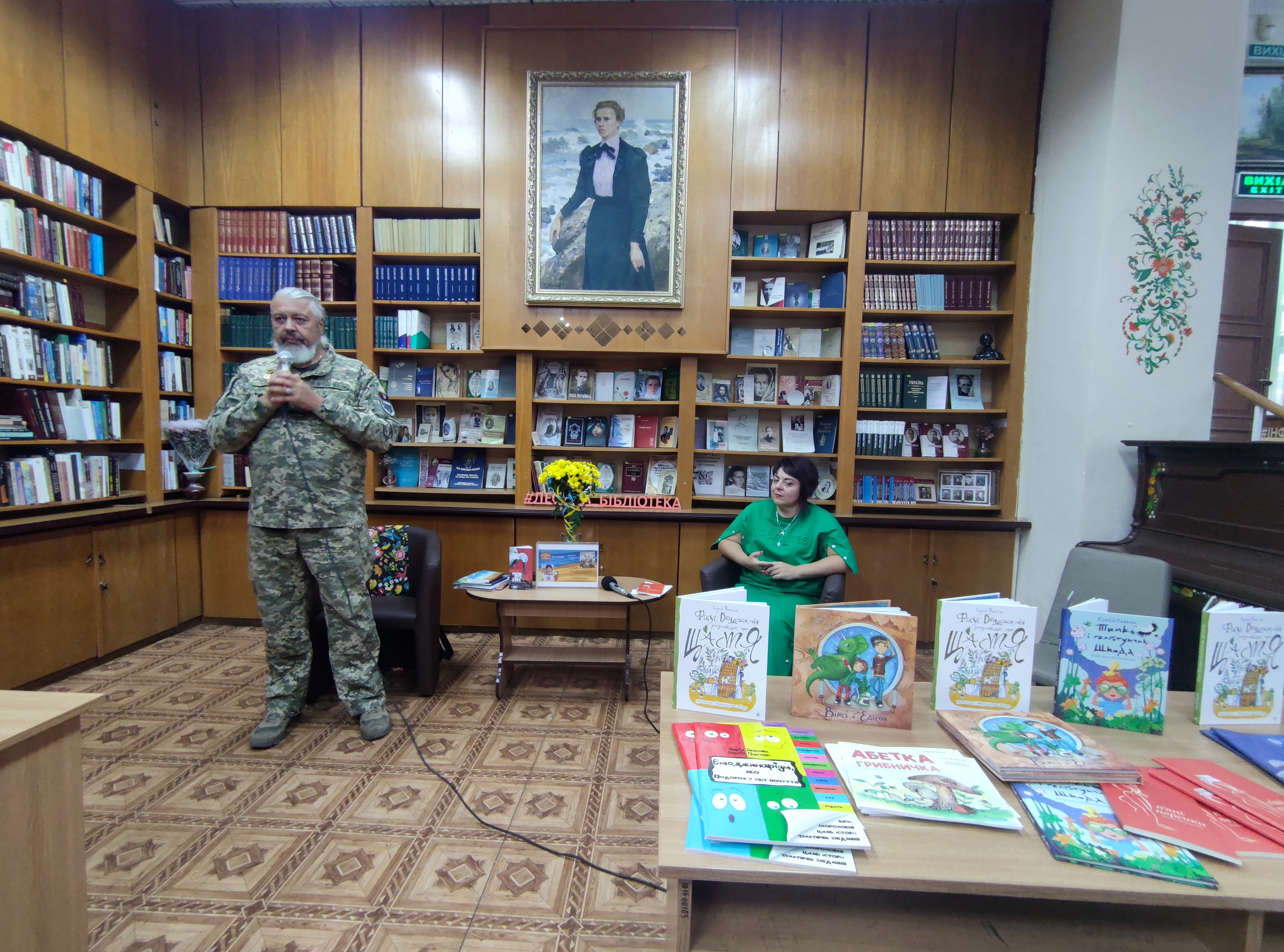
Сергій Пантюк і Тетяна Шептицька в бібліотеці Лесі Українки, жовтень 2024

Публічна бібліотека імені Лесі Українки є центральним книгосховищем, науково-методичним центром для публічних бібліотек міста, базовою бібліотекою Головного управління культури і мистецтв Київської міської держадміністрації з питань бібліотечного будівництва.
З 1992 року бібліотека наступально впроваджує нові комп'ютерні технології, що дають можливість забезпечити вільний доступ користувачам до світових інформаційних ресурсів.
Разом з Департаментом культури виконавчого органу Київської міської ради (Київської міської держадміністрації) активно працює над реалізацією бібліотечних програм, спрямованих на розвиток бібліотечної справи, зміцнення матеріально-технічної бази бібліотек міста, забезпечення їх матеріально-технічними ресурсами, збереження та поповнення бібліотечного фонду, впровадження в їх діяльність нових інформаційних технологій, вдосконалення системи управління бібліотечною справою тощо. У своїй роботі бібліотека керується рекомендаціями з питань розвитку публічних бібліотек Європи (проект PULMAN).
Фонди бібліотеки містять видання українською та іноземними мовами, рідкісні, нотні та образотворчі видання, естампи тощо в тому числі на електронних носіях інформації. Бібліотека передплачує щорічно понад 600 назв газет та журналів.
У фонді відділу краєзнавства зберігаються видання про Київ кінця XIX — початку ХХ століть, комплекти газет «Киевская мысль» (1908—1909 рр.), «Киевская молва» (1907 р.), «Киевская газета» (1903 р.), журнал «Кіевская старина» (1888 — 1898 рр.) та інші.
Досить повно представлена зарубіжна україніка, передана бібліотеці українською діаспорою.
Унікальну цінність мають приватні колекції Сержа Лифаря, Віктора Китастого та інші.
До послуг користувачів повнотекстові бази Liga «Закон», працює Інтернет-центр.
У відділі мистецтв  працюють Інтернет-центр, медіатека, періодично проводяться літературно-мистецькі вечори. У театральній залі періодично відбуваються покази вистав. З 2017 року діє проєкт «Бібліотека + театр». За підтримку та розвиток театрального мистецтва бібліотеку було відзначено найстарішою в Україні професійною театральною премією «Київська пектораль».
Бібліографічні посібники:
- Публічні бібліотеки Києва: Довідник. — 2-е вид., допов. — К.,2004. — 96 с.:іл.
- «Публічна бібліотека імені Лесі Українки»,
- «Лесь Курбас.1906-2016»,
- «Леся Українка на театральній сцені».
- «Книжкова колекція Сержа Лифаря»,
- «Український художній авангард»,
- «Основи організації роботи в мережі Інтернет»,
- методичні видання.

Разом з Українською бібліотечною асоціацією видані збірники:
- «Публічні бібліотеки: сучасність і майбутнє»,
- «Бібліотека і влада»,
- «Професійний бібліотечний рух: назустріч змінам бібліотечно-інформаційного середовища»,
- «Центри публічного доступу до Інтернету в бібліотеках» та інші.